# Guerres napoléoniennes
- bataille d’Austerlitz (1805)
- chute de Berlin (1806)
- bataille de Friedland (1807)
- bataille de Sobral (en) (1810)
- soulèvement du Dos de Mayo (1808)
- bataille d'Essling (1809)
- prise de Moscou (1812)
- bataille de Leipzig (1813)
- bataille de Paris (1814)
- bataille de Waterloo (1815).

- 300 000 morts[8]
- 50 000 morts[8]
- 100 000 morts[8]
- 65 000 morts[8]
- 400 000 morts[8]
- 100 000 morts[8]
- Confédération du Rhin : 200 000 morts[8]
- Italie : 100 000 morts[8]

Guerres de Coalitions
Batailles
Troisième Coalition

Quatrième Coalition

Cinquième Coalition

Guerre d'Espagne

Sixième Coalition

Septième Coalition

Les guerres napoléoniennes sont en partie le prolongement des guerres engendrées par la Révolution française de 1789, et durent tout au long du Premier Empire de Napoléon Ier. Il n’existe pas de consensus sur leur point de départ. Certains considèrent qu’elles commencent lors du coup d'état du 18 Brumaire an VIII (9 novembre 1799) par le général Bonaparte. D’autres prolongent les guerres de la Révolution française jusqu’en 1802, et estiment que la déclaration de guerre du Royaume-Uni à la France en 1803, après la courte période de paix qui suit le traité d'Amiens (1802), est le point de départ des guerres napoléoniennes.
De 1792 à 1815, sept coalitions — incluant toutes le Royaume-Uni — se forment contre la France, durant ce qu'on appelle les guerres de Coalitions. Pendant les guerres de la Révolution française, la France bat la Première Coalition, puis, sous le Consulat de Napoléon Bonaparte, elle défait la Deuxième Coalition. Devenu empereur, Napoléon bat l'Autriche et la Russie lors de la Troisième Coalition (batailles d'Ulm et d'Austerlitz), la Prusse et la Russie lors de la Quatrième Coalition (Iéna, Eylau, Friedland), puis l'Autriche seule lors de la Cinquième Coalition (Eckmühl, Wagram). Mais tandis que la Grande Armée triomphe en Europe centrale, elle s'enlise dans une longue guerre d'occupation en Espagne, et l'Angleterre domine les mers à partir de la bataille de Trafalgar. Après l'échec d'une tentative d'invasion de la Russie par la France, la Sixième Coalition est victorieuse à Leipzig et renverse Napoléon en 1814. L'année suivante, l'Empereur revenu au pouvoir est définitivement vaincu par la Septième Coalition à Waterloo.
Ces guerres révolutionnent les armées européennes et notamment l’emploi de l’artillerie, ainsi que toute l’organisation militaire, à une échelle jamais vue auparavant, due principalement à l’introduction moderne de la conscription de masse. La France, sur l’élan des conquêtes révolutionnaires, voit sa puissance croître rapidement et étend sa domination au continent entier. La chute est plus rapide encore, de la désastreuse retraite de Russie à la bataille de Waterloo, jusqu’à ce que la dynastie des Bourbons soit provisoirement restaurée en France. L’ensemble de tous ces conflits fit un total de morts compris entre 3,5 et 6,5 millions de personnes.

## Dénomination
On les appelle aussi les guerres de la Révolution et de l'Empire, si l'on considère qu'il s'agit essentiellement de la suite des guerres de défense de la Révolution française, attaquée par les monarchies européennes coalisées. En revanche, certaines prirent un caractère de guerre d'occupation et de conquête indéniable, telle que la campagne d'Espagne, qui est désormais appelée en raison de son caractère de guerre de libération la guerre d'indépendance espagnole.
Les Européens nomment parfois la période de guerres continuelles comprise entre le 20 avril 1792 (déclaration de guerre de la France à l'Autriche) et le 20 novembre 1815 la grande guerre française (avant la Première Guerre mondiale, on l’appelait simplement la Grande guerre).
Enfin, on considère parfois qu’elles forment la dernière partie de la seconde guerre de Cent Ans franco-britannique.

## Guerres de la Révolution française (1792–1802)
Après une première tentative d’écraser la Révolution française par une coalition (1792-1797) (qui regroupe l’Autriche, la Prusse, l’Espagne, la Grande-Bretagne et plusieurs petits pays), coalition vaincue par la mobilisation générale française (levée en masse, réforme militaire de Lazare Carnot et guerre totale), la France victorieuse avait annexé la Rhénanie et les Pays-Bas autrichiens. La conquête des Provinces-Unies (qui déclarent la guerre à la France en 1793) et leur transformation en République batave (19 janvier 1795, reconnue par le traité de la Haye quatre mois plus tard), avait précédé l’abandon de la Prusse, puis de l’Espagne, la même année. Enfin, la victorieuse campagne de Bonaparte en Italie (1796-97) détache tout d’abord le Piémont de la coalition, puis les États pontificaux, et enfin oblige l’Autriche à signer le traité de Campo-Formio.
La Grande-Bretagne, dernière puissance encore en guerre contre la France, finance une Deuxième Coalition avec l’Autriche, la Prusse, la Russie, le Portugal, le royaume de Naples, le pape et l’Empire ottoman. Le gouvernement corrompu et instable de la France (voir Directoire) ne peut ni faire face aux coups d’État, ni à la menace extérieure, privé de ministre comme Carnot ou de général comme Bonaparte, parti en Égypte. Les armées françaises sont battues, notamment par le général russe Souvorov.
Napoléon Bonaparte quitte l’Égypte, où il laisse la conduite de l’armée à Kléber, et prend le pouvoir par le coup d'État du 18 brumaire (9 novembre 1799). La menace la plus pressante est alors la double offensive autrichienne en Allemagne et en Italie. Le premier Consul organise une armée dite « de réserve », avec laquelle il traverse les Alpes et remporte le 18 juin 1800 la bataille de Marengo, complétée le 3 décembre par la victoire de Moreau sur les Autrichiens à Hohenlinden. La paix est alors signée au traité de Lunéville et seule reste en guerre contre la France la Grande-Bretagne, dont la flotte est reine des mers, après une victoire contre une escadre espagnole, les Espagnols étant à ce moment alliés des Français, au cap Saint-Vincent, puis la destruction de la flotte française à Aboukir (1er août 1798). Elle menace les Antilles françaises, et ses fonds suffisent à unir les puissances continentales contre la France. De même, l’armée autrichienne, malgré les nombreuses défaites, continue d’être une menace.

### La Paix d’Amiens
Le traité d'Amiens (1802) établit la paix entre la France et le Royaume-Uni (la Grande-Bretagne est unie en 1801 à l'Irlande pour devenir le Royaume-Uni), et met fin à la Deuxième Coalition. Cette paix n’est pas considérée comme durable, aucune des deux parties n’étant satisfaite. Le 18 mai 1803, les hostilités reprennent, mais l’objet du conflit passe du rétablissement de la monarchie en France à la lutte contre Bonaparte, proclamé Empereur le 18 mai 1804 et couronné le 2 décembre.

### Guerre maritime
Celle-ci continue sans interruption : le Danemark et la Norvège, initialement neutres, s’enrichissent dans le commerce grâce à la guerre, et mettent sur pied une flotte. Après une démonstration de force (bombardement de Copenhague en 1801), la flotte britannique capture la plus grande partie de la flotte danoise lors de la seconde bataille de Copenhague en (1807). Le Danemark sort alors de sa neutralité, et se livre à une guerre de course, où de petites canonnières n’hésitent pas à attaquer des navires britanniques bien plus grands. La guerre des canonnières prend fin avec la victoire britannique à Lyngør (en), où est coulé le dernier navire de guerre danois, une frégate.
Lors de la reprise des hostilités, en 1805, le Royaume-Uni s’assure la maîtrise des mers par son écrasante victoire sur la flotte franco-espagnole à Trafalgar (21 octobre 1805).
Les combats navals continuent cependant. Un affrontement naval aux Caraïbes a un effet direct et immédiat sur le cours de la guerre, puisqu’il pousse Napoléon à se tourner vers le continent. L’influence d’affrontements très éloignés les uns des autres est une caractéristique de ces guerres : des batailles livrées à des milliers de kilomètres influencent le résultat les unes des autres, au point où l’on peut qualifier les guerres napoléoniennes de guerre mondiale. Seule la guerre de Sept Ans a eu ce caractère de guerre mondiale auparavant.

## Guerre de la Troisième Coalition (1805)
Le 11 avril 1805, le Royaume-Uni et la Russie concluent un traité visant à expulser la France de Hollande et de Suisse. Après l’annexion de Genève et la proclamation de Napoléon comme roi d’Italie, l’Autriche rejoint la coalition. Le 9 août 1805, le royaume de Naples et la Suède rejoignent la Troisième Coalition formée contre la France.
Napoléon prépare au camp de Boulogne l’invasion des îles Britanniques, invasion qui demande la maîtrise de la Manche. Il élabore un plan compliqué pour éloigner la flotte britannique vers ses possessions des Indes occidentales. L’Autriche envahit la Bavière avec une armée de 70 000 hommes commandée par Mack. Napoléon repousse le débarquement à plus tard, et se tourne contre ses ennemis du continent. Fin juillet, la Grande Armée se rue en « sept torrents » sur l’Autriche. Au siège puis à la bataille d'Ulm (du 25 septembre au 20 octobre), Napoléon vainc Mack par une brillante manœuvre d’encerclement, le forçant à s’enfermer dans la ville puis à se rendre, sans que l’armée française ne subisse de pertes importantes. Avec l’armée autrichienne au nord des Alpes vaincue et, au sud des Alpes, l’armée sous le commandement de l’archiduc Charles qui affronte Masséna sans résultats concluants, Napoléon occupe Vienne. Mais l’amiral Villeneuve est défait à la bataille du cap Finisterre et s’enferme à Cadix, avec la flotte franco-espagnole. Cette flotte est à nouveau vaincue à Trafalgar le 21 octobre, bataille décisive qui met fin aux projets d’invasion du Royaume-Uni. Napoléon se retourne alors contre l'Autriche.
Malgré des lignes de ravitaillement très allongées, Napoléon bat encore une armée austro-russe supérieure en nombre commandée par Mikhaïl Koutouzov et les empereurs François Ier et Alexandre Ier de Russie à la bataille d'Austerlitz, le 2 décembre, dans ce qui est considéré comme sa plus grande victoire. Ses adversaires perdent plus de 25 000 hommes, contre moins de 7 000 pour l’armée française. L’Autriche signe le traité de Presbourg : elle abandonne la coalition, qui est dissoute, et cède Venise au royaume d'Italie (dont Napoléon porte la couronne) et le Tyrol à la Bavière.
Le retrait de l’Autriche provoque une pause dans la guerre. L’armée napoléonienne compte un nombre de victoires impressionnant, mais l’armée russe est à peine entamée.

## Guerre de la Quatrième Coalition (1806-1807)
La quatrième coalition se forme quelques mois seulement après la disparition de la précédente. En juillet 1806, l’Empereur des Français crée la confédération du Rhin, qui rassemble les petits États rhénans et d’Allemagne. Les plus petits sont intégrés aux Électorats, aux duchés ou aux royaumes plus grands, ce qui facilite le gouvernement de l’Allemagne non-prussienne. Les plus grands États sont la Bavière et la Saxe, érigées en royaumes par Napoléon.
La Prusse n'accepte pas que la suprématie française s’étende jusqu’à ses portes et le 9 août, le roi Frédéric-Guillaume III, poussé par le Royaume-Uni, décrète la mobilisation afin de faire la guerre seul à la France. La logique aurait voulu qu’il entre en guerre aux côtés de l’Autriche et de la Russie l’année précédente, ce qui aurait pu contenir Napoléon et empêcher le désastre d’Austerlitz. Lors de l’entrée en guerre de Frédéric-Guillaume, l’armée russe se trouvait encore loin de la Prusse.
En septembre, Napoléon concentre son armée sur le Rhin, puis avance vers la Prusse avec environ 160 000 hommes (effectif de départ, augmentant au cours de la campagne). L’avance rapide de l’armée française est telle qu’elle permet d’annihiler l’armée prussienne, comptant 250 000 hommes. En effet, Napoléon et le maréchal Davout la mettent en déroute lors des batailles d’Iéna et d’Auerstadt toutes deux se déroulant le 14 octobre 1806. On compte 25 000 morts dans les rangs prussiens ; 150 000 soldats prussiens sont faits prisonniers ; 100 000 fusils et 4 000 canons sont pris et amassés à Berlin.
Le 27, Napoléon fait son entrée à Berlin à la tête de la Grande Armée. Il visite le tombeau de Frédéric le Grand, et devant ses maréchaux qu’il fait se découvrir, prononce ces mots : « S’il était encore vivant, nous ne serions pas là aujourd’hui. » Au total, Napoléon a mis seulement 19 jours du commencement de son attaque sur la Prusse à son entrée à Berlin. En comparaison, la Prusse a lutté pendant trois ans durant la guerre de la Première Coalition. Après ces revers, la Prusse signe un armistice à Charlottenbourg.
À Berlin, Napoléon promulgue une série de décrets, entrés en vigueur le 1er novembre 1806, rendant effectif le Blocus continental, qui vise à éliminer la menace britannique par des moyens économiques, en interdisant tout commerce avec les Britanniques dans tous les pays sous influence française. L’armée britannique était trop réduite pour menacer la France (un maximum de 220 000 hommes au plus fort des guerres napoléoniennes), face à la Grande Armée qui dépasse à un moment le million d’hommes, en comptant les armées alliées et les gardes nationales. La flotte britannique gêne en revanche le commerce maritime français, mais ne peut rien contre le commerce français continental et ne menace pas le territoire français. De même, la population et la production (industrielle, agricole) françaises étaient bien supérieures aux britanniques ; cependant, la domination maritime des Britanniques leur donne une puissance économique considérable, suffisante pour rendre impossible à la France toute paix solide et pour pouvoir lever à tout moment une coalition contre elle. C’est également le Royaume-Uni qui équipe et finance les armées coalisées, sans d'ailleurs envoyer de supports humains la plupart du temps. Les gouvernements français crurent qu’isoler le Royaume-Uni du continent diminuerait son influence économique. C’est la justification du Blocus continental.
La guerre conduit à la recréation d’un État polonais qui accueillera les soldats français comme des libérateurs du joug prussien en leur fournissant vivres, chevaux et troupes fraîches. Napoléon se dirige vers le nord pour affronter l’armée russe et tenter de prendre la nouvelle capitale du roi de Prusse, Königsberg. Un mouvement tactique lors de la sanglante bataille d'Eylau (7 et 8 février 1807) contraint les Russes à une retraite. Après la prise de Dantzig, Napoléon remporte une victoire décisive à Friedland le 14 juin. Cette défaite pousse le tsar à signer le traité de Tilsit, le 7 juillet. Fort des nouveaux territoires pris à la Prusse, Napoléon fait renaître la Pologne en créant le grand-duché de Varsovie.
A l'entrevue d’Erfurt (1808), Napoléon et Alexandre Ier concluent un accord, selon lequel la Russie obligera la Suède à adhérer au Blocus continental. Cette promesse aboutit à la guerre de Finlande, et à la division de la Suède en deux par le golfe de Botnie. La partie orientale est annexée par la Russie, et forme le grand-duché de Finlande. Accord durant lequel Talleyrand réussira à convaincre le tsar de toutes les Russies de ne pas s'allier à Napoléon.

## Guerre de la Cinquième Coalition (1809)

### Guerre d'Espagne

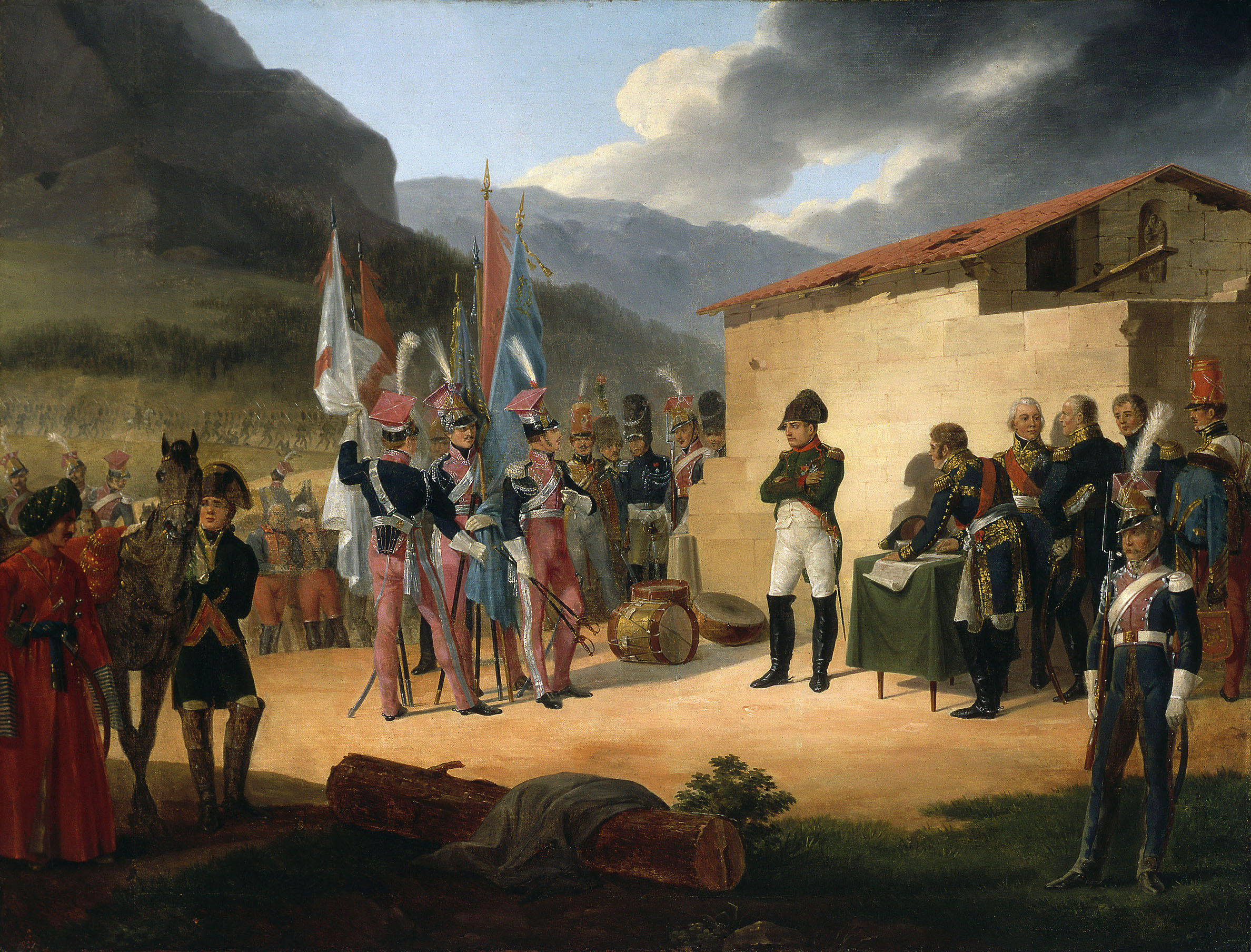
La bataille de Tudela par Janvier Suchodolski.

Le soulèvement populaire contre l’occupation française le 2 mai 1808 provoque une guerre en Espagne, qui aboutit en 1814 à l’expulsion d’Espagne du roi Joseph Bonaparte, remplacé par le roi Ferdinand VII, et à l’invasion du sud de la France.
L’armée française est battue à la bataille de Baylen. Napoléon se déplace alors, bat facilement les Hispano-Britanniques, et le corps expéditionnaire britannique quitte la péninsule. Une attaque autrichienne à revers surprend Napoléon à ce moment. Cela l’oblige à abandonner la péninsule ibérique, et explique qu’il n’y soit jamais revenu. En son absence, et comme il n’y envoie pas ses meilleurs officiers (Davout reste en permanence à l’Est), la situation change, notamment lorsque le général britannique Arthur Wellesley, futur duc de Wellington, est nommé à la tête de l’armée britannique dans la péninsule.

### La Cinquième Coalition

L'Empire à son apogée en 1812 (en bleu foncé : la France ; en bleu clair : les territoires vassaux de la France).

Elle est formée en 1809 par le Royaume-Uni et l’Autriche, alors que le premier luttait déjà contre la France dans la péninsule Ibérique. Le Royaume-Uni s’était à nouveau retrouvé seul contre la France, en partie parce qu’il n’avait jamais engagé de forces importantes dans un conflit avec Napoléon, au contraire des puissances continentales. L’activité militaire britannique se réduit alors à de petites victoires dans les colonies françaises, et des victoires navales. À terre, elle tente seulement en 1809 la désastreuse expédition de Walcheren. L’affrontement se déplace sur le terrain économique : blocus continental contre blocus naval, que les deux ennemis respectifs tentent de renforcer, les Britanniques en combattant les États-Unis (guerre de 1812) et les Français en guerroyant en Espagne. Le conflit dans la péninsule Ibérique commence lorsque le Portugal continue de commercer avec le Royaume-Uni malgré les interdictions françaises. La défaite des Français à la bataille de Bailén, révélatrice des difficultés rencontrées par la France dans sa tentative de soumission de la péninsule, précipite l'intervention britannique. Cela n'empêche pas les troupes françaises, cette fois dirigées par Napoléon en personne, d'occuper progressivement le pays et de conquérir à nouveau Madrid.
À la même époque, l’Autriche, alors alliée de la France, entrevoit l’opportunité de retrouver son ancien empire sur l’Allemagne, supprimé après Austerlitz. Elle remporte quelques succès contre les faibles forces françaises demeurées dans cette région. En effet, Napoléon a laissé seulement 170 000 hommes pour défendre la frontière orientale de la France, alors que dans les années 1790, c’est une armée de 800 000 hommes qui défendait les frontières françaises, sur un front plus court. L’Autriche attaque également le grand-duché de Varsovie, mais est vaincue à la bataille de Raszyn (19 avril 1809). L’armée polonaise conquiert la Galice occidentale.
Napoléon, de retour d'Espagne, prend le commandement de l’armée et dirige la contre-attaque en Autriche. Une série de petites victoires précèdent la bataille d'Essling, première défaite tactique de Napoléon. L'archiduc Charles, commandant en chef autrichien, commet toutefois l’erreur de ne pas poursuivre les troupes françaises, ce qui aurait consolidé son succès. En conséquence, Napoléon prépare le siège de Vienne, qui commence en juillet. Il vainc ensuite les Autrichiens à Wagram (5 et 6 juillet 1809). C’est à la suite de cette bataille que le maréchal Bernadotte, critiqué par Napoléon pour son comportement pendant et après les combats, tombe dans une forme de disgrâce. La couronne de Suède est ensuite offerte à Bernadotte, qui l'accepte. Par la suite, l’armée suédoise combat l’ancien empereur de Bernadotte.
La guerre de la Cinquième Coalition s’achève par le traité de Schönbrunn le 14 octobre 1809. Dans l'Est, seuls les insurgés du Tyrol dirigés par Andreas Hofer continuent à combattre l'armée franco-bavaroise, mais ils sont finalement vaincus en novembre 1809 alors que dans l'ouest, la guerre péninsulaire se poursuit.
En 1810, l’Empire français atteint son extension maximale. Napoléon épouse Marie-Louise, archiduchesse d’Autriche, afin d’établir une alliance durable avec l’Autriche et avoir enfin un héritier, que sa première épouse, Joséphine de Beauharnais, n’avait pu lui donner. Outre l’Empire, Napoléon est roi d’Italie, médiateur (et dirigeant) de la Confédération suisse et protecteur de la confédération du Rhin, tandis que son ambassadeur à Varsovie dirige officieusement le grand-duché. Ses alliés sont :
- le royaume d'Espagne (sous Joseph Bonaparte, frère aîné de Napoléon) ;
- le royaume de Westphalie (Jérôme Bonaparte, frère cadet de Napoléon) ;
- le royaume de Naples (Joachim Murat, beau-frère de Napoléon) ;
- la principauté de Lucques et Piombino (Félix Baciocchi, époux de sa sœur Élise) ;
- ses anciens ennemis, la Prusse et l’Autriche.

## Guerre de la Sixième Coalition (1812-1814)
La Sixième Coalition rassemble le Royaume-Uni, la Russie, la Prusse, auxquelles se joignent au fur et à mesure des difficultés françaises, la Suède, l’Autriche et la plupart des petits États allemands.

### Campagne de Russie (1812)

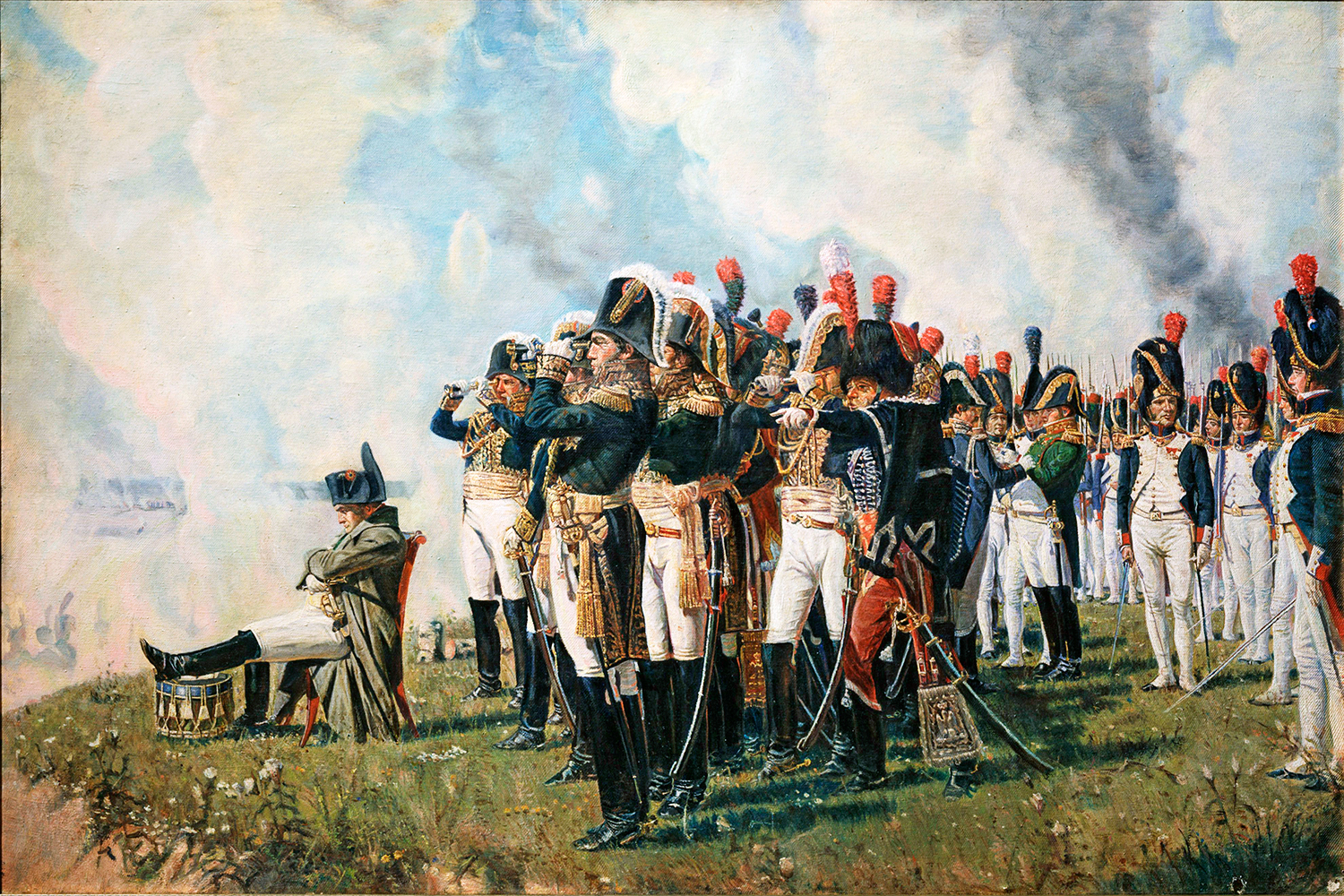
L’empereur Napoléon Ier et ses maréchaux à la bataille de la Moskova (ou bataille de Borodino).

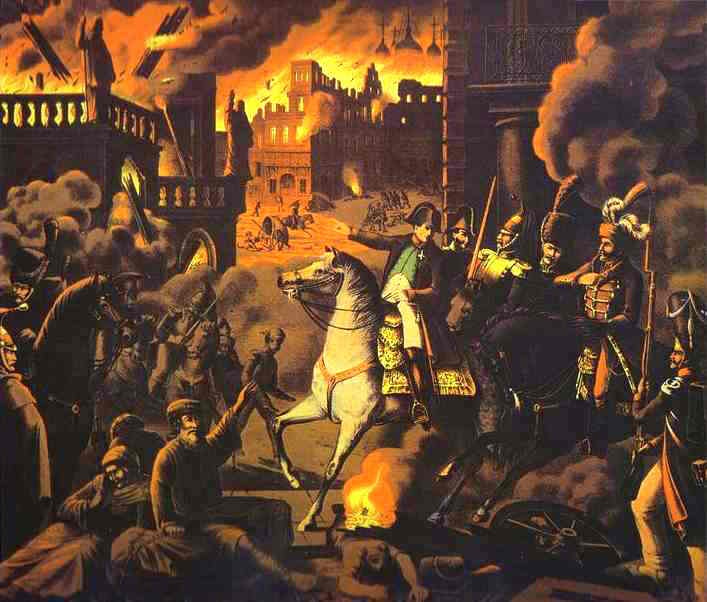
Les Français à Moscou.

En 1812, Napoléon envahit la Russie pour obliger le tsar à maintenir le Blocus continental et éloigner la menace d’une invasion de la Pologne par la Russie. La Grande Armée (650 000 hommes dont 270 000 Français) franchit le Niémen le 23 juin 1812. La Russie proclame la Grande guerre patriotique alors que Napoléon avait proclamé la seconde guerre polonaise. Mais, contrairement aux attentes des Polonais, qui fournissent presque 100 000 hommes, Napoléon évite de faire des concessions à la Pologne, les repoussant aux négociations avec la Russie. Soit volontairement, soit par crainte d’affronter sur le champ de bataille Napoléon, les Russes reculent et pratiquent la politique de la terre brûlée, jusqu’à la bataille de la Moskova, le 7 septembre. Cette bataille sanglante force les Russes à se retirer, et Moscou est prise et mise à sac le 14 septembre. Alexandre Ier refuse de négocier, et Napoléon, sans espoir de victoire décisive, est forcé de faire retraite et d’abandonner Moscou, lorsque son gouverneur, le prince Rostopchine, l’incendie. Avec la retraite de Russie, la Grande Armée perd 370 000 hommes (en comptant les pertes lors des batailles) et 200 000 soldats sont faits prisonniers. En novembre, seuls 90 000 hommes franchissent la Bérézina. Napoléon doit de plus abandonner son armée pour retourner à Paris, où le général Malet a tenté un coup d'État, et pour préparer la défense de la Pologne. La situation de l’Empereur n’est alors pas si critique qu’il y paraît. Les Russes avaient perdu 400 000 hommes, et leur armée était aussi épuisée. Mais leurs lignes de ravitaillement étaient plus courtes, et ils pouvaient renouveler leurs effectifs plus rapidement que la France.
Dans le même temps, en Espagne, la victoire des Hispano-Britanniques commandés par Wellesley à la bataille de Vitoria (21 juin 1813) met fin à l’occupation française de la péninsule, et l’armée française et Joseph Bonaparte repassent les Pyrénées.

### Campagne d’Allemagne
La Prusse voit une occasion dans ces historiques défaites de l’armée française, et entre en guerre. Napoléon reconstitue une armée en renforçant ses troupes rescapées, qui passent de 30 000 à 130 000 hommes (et atteindront 400 000 hommes). Il cause des pertes élevées (40 000 morts) à ses adversaires à la bataille de Lützen (2 mai) et à celle de Bautzen (20 et 21 mai), sans remporter de victoire décisive. Plus de 250 000 hommes s’affrontent dans ces batailles, ce qui les place parmi les plus grandes batailles de l’histoire militaire.
Un armistice est signé le 4 juin, et la trêve dure jusqu'au 13 août. Chaque camp cherche à se renforcer, et les coalisés parviennent à convaincre l’Autriche d’affronter à nouveau Napoléon. Elle forme deux armées d’environ 800 000 hommes, plus une réserve stratégique de 350 000 hommes pour appuyer les opérations de frontière. De son côté, Napoléon réunit environ 650 000 hommes en Allemagne, dont seulement 250 000 sous ses ordres directs (120 000 commandés par Oudinot, et 30 000 par Davout). La confédération du Rhin équipe le gros des forces restantes, la Saxe et la Bavière étant les principaux alliés. En Italie, le royaume de Naples de Murat et le royaume d'Italie d’Eugène de Beauharnais ont une armée combinée d’environ 100 000 hommes. Enfin, entre 150 000 et 200 000 soldats font retraite d’Espagne, poursuivis par les troupes hispano-britanniques (environ 150 000 hommes). Au total, 900 000 soldats français sont opposés sur tous les fronts à environ un million de soldats coalisés (sans compter les réserves stratégiques). De plus, les soldats allemands des forces françaises sont peu fiables, et ont tendance à déserter pour rejoindre les troupes alliées. Il est donc raisonnable d’estimer que Napoléon ne pouvait compter que sur 450 000 hommes en Allemagne, et qu’il était donc soumis à un rapport de forces défavorables de deux contre un.
À la fin de la trêve, Napoléon reprend l’initiative et vainc à Dresde des forces alliées numériquement supérieures, leur infligeant de fortes pertes, et avec de faibles pertes de son côté. Toutefois, de mauvais jugements de ses maréchaux et un manque d’assurance dans le reste de l’offensive coûte à la France l’avantage acquis lors de cette bataille. À la bataille de Leipzig, dite « bataille des Nations » (du 16 au 19 octobre 1813), 191 000 Français font face à 450 000 soldats alliés. Napoléon est battu, et contraint à faire retraite.

### Campagne de France

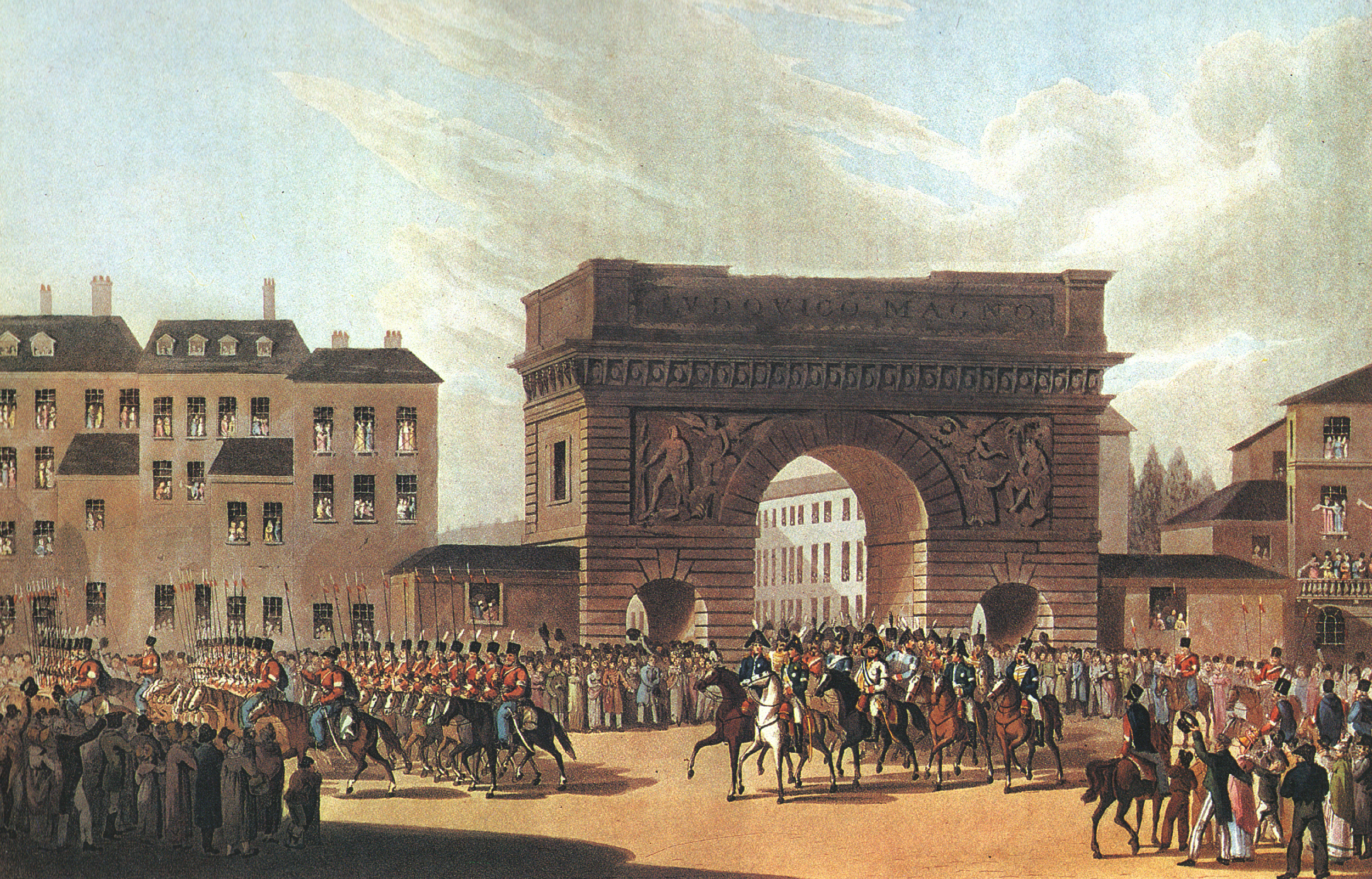
L'entrée des troupes russes à Paris.

C'est l'invasion de la France par une armée coalisée de 500 000 soldats. Les monarques coalisés veulent mettre fin à vingt ans de guerre, à la Révolution et abattre Napoléon, qu'ils appellent l’Usurpateur. Napoléon ne peut leur opposer qu'une petite armée de 70 000 hommes. Au sein de cette armée de la dernière chance, la Garde impériale, composée en partie de conscrits, défend avec héroïsme chaque pouce de terrain. « Triomphe de la volonté sur le nombre » (selon le maréchal Juin), la campagne de France est l’occasion pour Napoléon de montrer son génie, en réussissant avec cette armée réduite à battre successivement ses ennemis divisés, notamment lors des batailles de Champaubert, Montmirail, Mormant et Montereau. Malgré ces victoires, les Alliés signent le traité de Chaumont (9 mars), promettant de rester unis jusqu’à la défaite totale de Napoléon. 6 000 combattants français furent tués, blessés ou faits prisonniers au cours de cette dernière campagne, sans réussir à empêcher les Alliés d’entrer à Paris le 30 mars, livrée par le maréchal Marmont. Sans envisager la défaite, Napoléon avait calculé qu’il pouvait recevoir 900 000 hommes en renfort, entre nouvelles recrues et troupes en garnison en Allemagne, Belgique et Hollande. Ces plans ne purent se réaliser, ces renforts n’ayant pu être mobilisés à temps. Napoléon abdique le 6 avril à Fontainebleau, et la France signe le premier traité de Paris le 30 mai 1814 (un deuxième traité a été signé l'année suivante). Le congrès de Vienne débute le 1er octobre.

## Guerre de la Septième Coalition (1815)

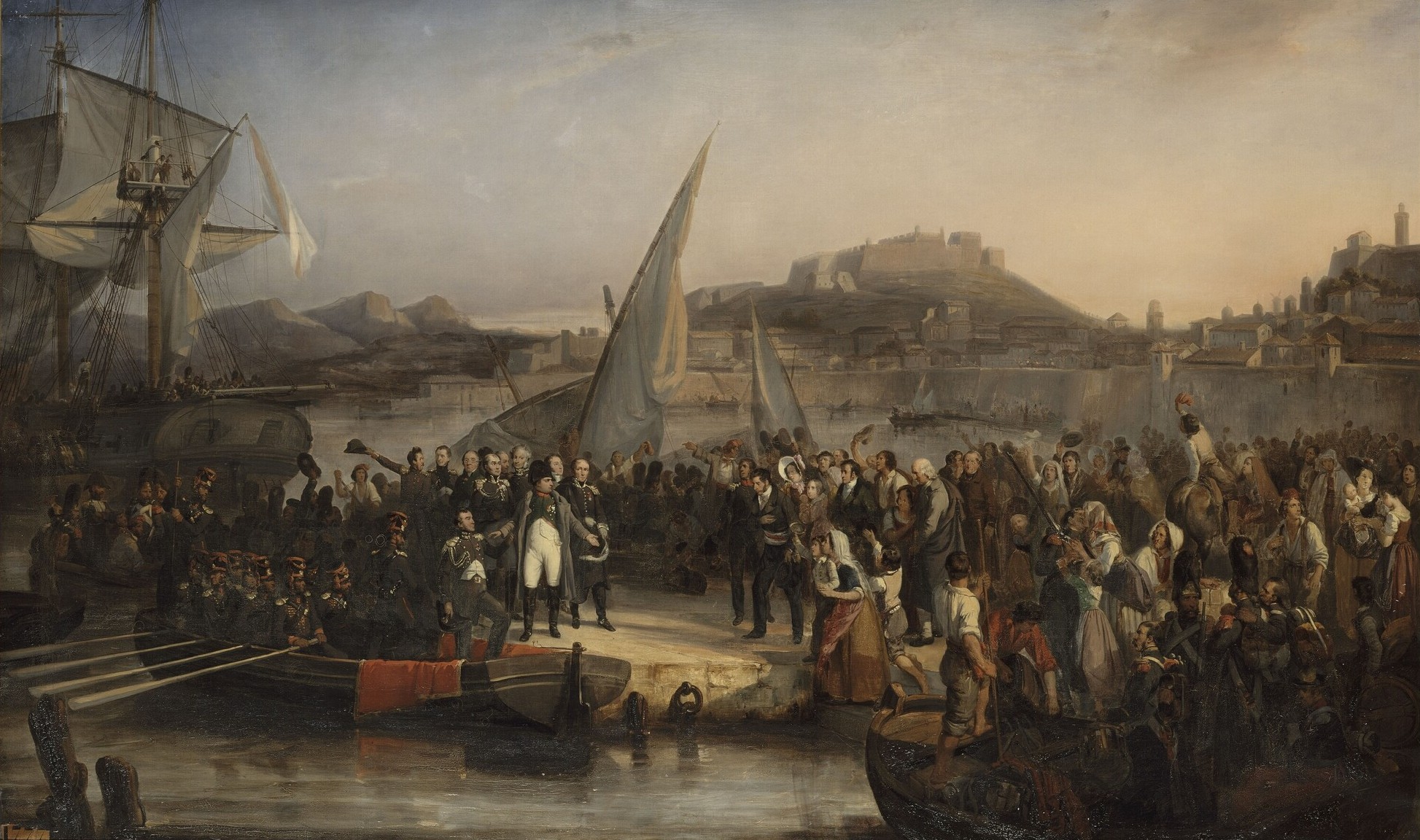
Napoleon quittant l'île d'Elbe, peint par Joseph Beaume.

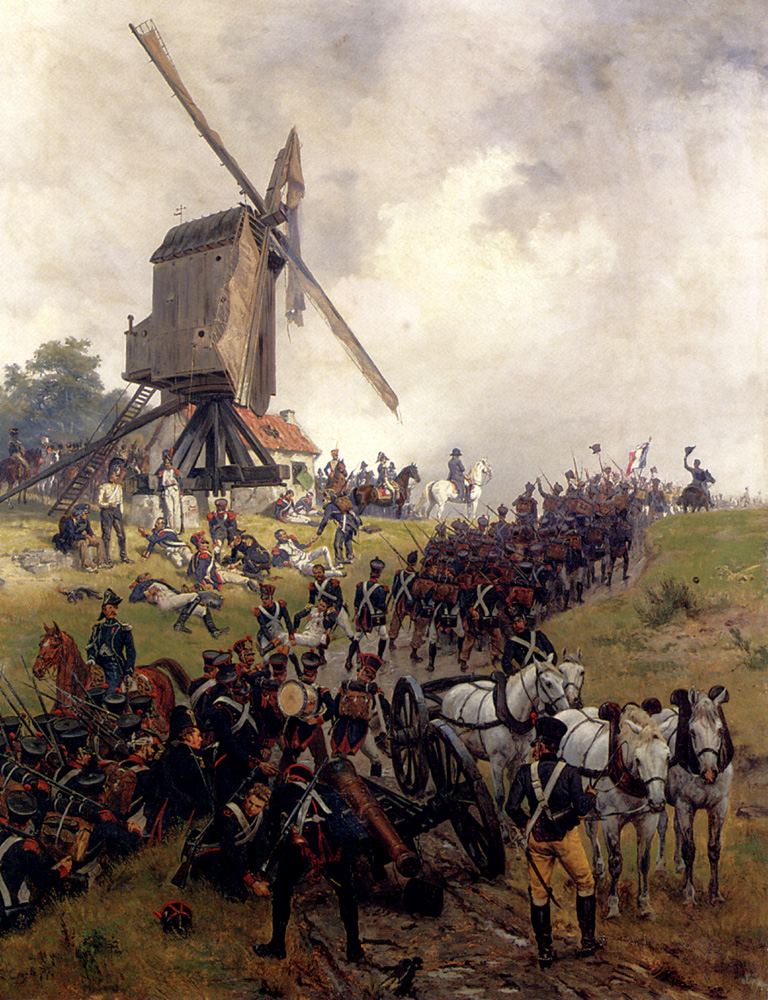
Avancée de l'infanterie française pendant la bataille de Waterloo.

La Septième Coalition rassemble le Royaume-Uni, la Russie, la Prusse, la Suède, l’Autriche, les Pays-Bas et de nombreux États allemands contre la France.
Cette période connue sous le nom de Cent-Jours commence quand Napoléon s’échappe de l'île d’Elbe et débarque à Golfe Juan, le 1er mars 1815. Durant le Vol de l’Aigle, il emprunte d’abord ce qui est devenu la route Napoléon dans les Alpes, rallie à lui les troupes qu’on envoie pour l’arrêter, et arrive à Paris abandonné par Louis XVIII. Les Alliés le déclarent hors-la-loi, et rassemblent en hâte une armée. Napoléon dispose de 280 000 hommes divisés en plusieurs armées. Avant son retour, la France avait une armée de 90 000 hommes (une légion par département), auxquels il réunit 250 000 vétérans. Il promulgue un décret pour mobiliser 2,5 millions d’hommes.
Les alliés ont immédiatement 700 000 soldats disponibles, et prévoient de se renforcer à hauteur d’un million d’hommes, soutenus par 200 000 hommes de garnison dans les places fortes.
Napoléon conduit une armée de 124 000 hommes dans une attaque préventive en Belgique, afin d’attaquer les armées alliées avant qu’elles ne se rassemblent, en espérant repousser les Britanniques à la mer et forcer les Prussiens à se retirer de la coalition. Sa marche rapide lui donne l’effet de surprise voulu. Il force les Prussiens au combat à la bataille de Ligny (16 juin), où ils sont battus et se retirent en désordre. Le même jour, Ney arrête les troupes britanniques envoyées par Wellington pour soutenir Blücher, à la bataille de Quatre-Bras. Ney ne peut cependant pas dégager les positions françaises, et Wellington n’est forcé à la retraite que par le recul prussien. Il rassemble ses troupes sur une position qu’il avait reconnue préalablement au mont Saint-Jean, à quelques kilomètres de la ville de Waterloo. Napoléon porte alors ses réserves vers le nord, et rejoint Ney pour poursuivre Wellington, tout en demandant à Grouchy de garder sa droite et d’empêcher les Prussiens de se réorganiser. Il ne remplit pas cette mission, et bien qu’il batte von Thielman à la bataille de Wavre (18 et 19 juin), le gros de l’armée prussienne marche au son du canon de Waterloo.
Au début de la bataille de Waterloo, le 18 juin 1815, Napoléon attend longtemps avant d’engager le combat, que le terrain soit séché par le soleil. À la fin de la journée, l’armée française n’a pas pu déloger les Britannico-Hanovriens de leurs positions. Quand les Prussiens arrivent et attaquent l’aile droite française, la stratégie de l’Empereur de maintenir divisés les coalisés se trouve mise en échec, et son armée doit faire retraite dans la confusion la plus totale. Après sa victoire à Wavre, Grouchy revient en ordre vers Paris, où Davout tient prête une armée de 117 000 hommes, pour faire face aux 116 000 Prusso-Britanniques. Même si militairement, Napoléon aurait pu envisager de continuer la lutte, sa chute est précipitée par une impossibilité politique de se maintenir au pouvoir.
Arrivé à Paris trois jours après Waterloo, Napoléon abdique une seconde fois le 22 juin 1815, et les Alliés l’exilent sur le rocher isolé de Sainte-Hélène.

## Conséquences politiques
Les guerres napoléoniennes ont eu de grandes conséquences dans le monde entier, principalement en Europe :
- Mort de plusieurs millions d’Européens (pertes humaines lors des guerres napoléoniennes)
- La France n’est plus la puissance dominante en Europe, comme elle l’était sous Louis XIV ;
- Dans de nombreux pays européens, l’importation des idéaux et des progrès de la Révolution française (démocratie, procès contradictoires et équitables, abolition des privilèges, de la torture, égalité devant la loi) laisse une empreinte durable. Même si les royaumes napoléoniens étaient autoritaires, ils l’étaient moins que ceux qui les avaient précédés. Les monarques européens ont de grandes difficultés à restaurer l’absolutisme pré-révolutionnaire, et sont souvent obligés de maintenir certaines réformes introduites par l’occupation (comme le Code Napoléon, resté en usage dans quelques régions très longtemps, ou ayant influencé de nombreux codes nationaux). De nombreuses institutions supprimées ne furent jamais recréées (Saint-Empire romain germanique), d’autres créées par Napoléon durent encore de nos jours ;
- Un nouveau et puissant mouvement naît dans le sillage des armées napoléoniennes : le nationalisme. Il va s’imposer et changer le cours de l’histoire de l’Europe. Il est la force qui pousse à la naissance des nations européennes, et à la fin des Empires. La carte de l’Europe est complètement redessinée dans les cent ans qui suivent les guerres napoléoniennes, non plus selon les normes aristocratiques, mais culturelles et idéologiques, de l’indépendance de la Grèce (1830) à la Première Guerre mondiale ;
- La guerre d’Espagne détruit complètement l’État espagnol, sa flotte et son armée, situation aggravée par la révolte des colonies américaines, influencées par les idéaux de la Révolution française et des États-Unis. En 1825, la quasi-totalité de l’empire colonial espagnol en Amérique est soit devenu indépendante, soit annexée par les États-Unis (Floride, Louisiane), le Royaume-Uni (Trinidad) ou Haïti (Saint-Domingue) ;
- Le Royaume-Uni devient la puissance hégémonique mondiale au niveau commercial et maritime. L’occupation des Pays-Bas par la France lui permet d’occuper les colonies néerlandaises, et de conserver celles qui ont une valeur stratégique à la fin des guerres napoléoniennes (Ceylan, Malacca, Afrique du Sud, Guyana).

## Héritage militaire
« De Clausewitz, qui le tenait pour le dieu de la guerre, au maréchal Foch, qui reprit la théorie napoléonienne de l'offensive à outrance, tous les experts en art militaire reconnaissent le génie de Napoléon. Cette réputation est-elle surfaite ou fait-elle partie de la légende ? »

— André Champagne, Les grands personnages historiques.

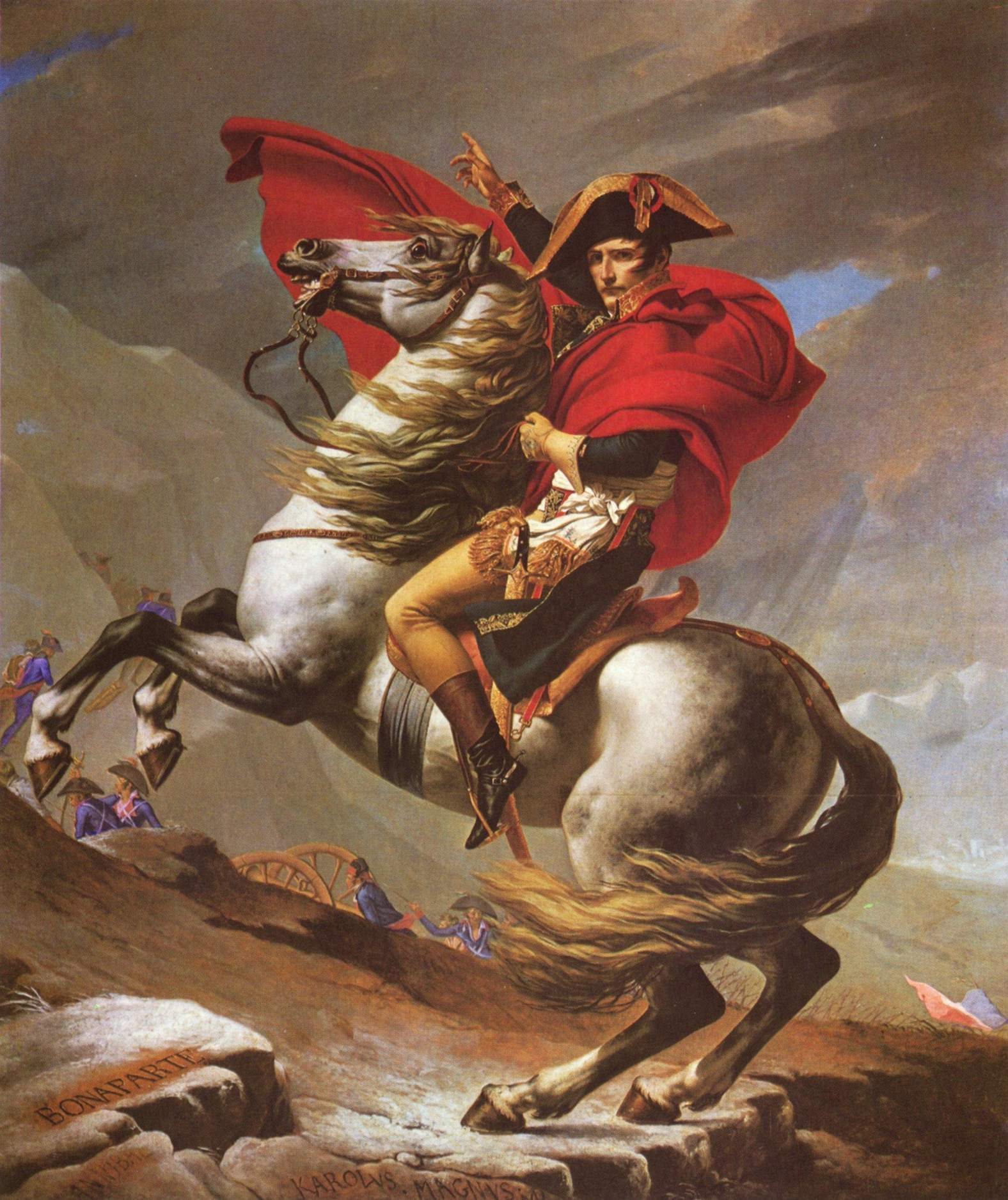
Bonaparte franchissant le Grand-Saint-Bernard par Jacques-Louis David.

Les guerres napoléoniennes bouleversent complètement les conceptions sur l’art de la guerre. Avant Napoléon, les États européens avaient des armées relativement petites, avec une forte proportion d’étrangers et de mercenaires combattant parfois leur pays d’origine pour une puissance étrangère. Les innovations militaires de la deuxième moitié du XVIIIe siècle préparent cependant le concept de nation en guerre.
Napoléon innove dans l’usage de la mobilité pour compenser son infériorité numérique, comme il en fait des démonstrations brillantes lors de la campagne d’Italie ou de la bataille d'Austerlitz. Le rôle de l’artillerie se retrouve considérablement accru lors de la bataille, qui forme désormais des unités mobiles et indépendantes, et plus seulement en appui des autres unités comme auparavant (changement préparé à la fin de l’Ancien Régime par plusieurs réformes). Napoléon standardise les calibres de canons, de façon à faciliter les approvisionnements et à assurer une meilleure compatibilité entre les pièces. Il sait aussi se servir de la science, notamment dans l’amélioration de l’intendance des armées. Surtout, la conduite de la guerre est changée : le but recherché est la destruction des armées adverses (et donc de lui infliger des pertes maximales pendant et après la bataille, par une poursuite de cavalerie légère).
Avec la quatrième plus importante population du monde à la fin du XVIIIe siècle (27 millions d’habitants, contre 12 millions de Britanniques et 35 à 40 millions de Russes), la France est bien placée pour pratiquer la levée en masse. La Révolution française et Napoléon ont bien retenu le concept des guerres commerciales et dynastiques du siècle précédent (qu’ils n’ont pas inventé), et les ont appliqués à grande échelle.
Tout le mérite ne revient pas non plus à Napoléon, qui disposait d'une armée façonnée par Lazare Carnot qui joue un rôle décisif dans sa réorganisation en 1793-1794, lorsque le sort de la France se jouait, avec des armées devant faire face sur tous les fronts. L’augmentation de la taille des armées donne également une indication sur le changement dans la façon de faire la guerre. Lors de la guerre de Sept Ans, dernière guerre importante en Europe avant la Révolution française, peu d’armées dépassaient les 200 000 hommes. Dans les années 1790, l’armée française atteint les 1,5 million de conscrits. Au total, durant ces vingt-trois années de guerre, près de 2,8 millions de Français servirent dans l’armée de terre, et près de 150 000 sur mer.
Le Royaume-Uni mobilise 750 000 hommes de 1792 à 1815, dont un tiers dans la Royal Navy. Il est plus difficile de faire le compte des autres armées, mais en 1812, la Russie compte 900 000 hommes dans son armée de terre, donc avait plus d’un million d’hommes mobilisés. Les forces autrichiennes atteignent 576 000 hommes au maximum ; l’Autriche étant l’ennemi le plus persistant de la France, il est raisonnable de penser que plus d’un million d’Autrichiens servirent dans l’armée durant cette période. La Prusse et le Royaume-Uni eurent jusqu’à 320 000 sous les armes, l’Espagne environ 300 000. L’Empire ottoman, le royaume d’Italie, le royaume de Naples et le grand-duché de Varsovie mobilisent eux aussi plus de 100 000 hommes (à l’époque, les États-Unis ont 286 000 hommes sous les drapeaux). Comme on peut le voir, même de petites nations ont eu des armées rivalisant avec celles des grandes puissances des guerres précédentes.
Plusieurs historiens voient dans les guerres de la Révolution française et les guerres napoléoniennes certaines des premières étapes de la révolution industrielle. Il devient courant de produire des armes en masse et d’équiper des troupes bien plus importantes. Le Royaume-Uni est le principal fabricant d’armes de cette période, car il fournit la plus grande partie des armes utilisées par les puissances coalisées (et lui-même n’utilise qu’une faible partie des armes qu’il fabrique). La France est le deuxième producteur, pour ses propres besoins d’abord, mais aussi pour équiper la confédération du Rhin et d’autres alliés.
La guerre répand certaines innovations technologiques, comme le télégraphe Chappe, qui permet à Carnot de communiquer avec les armées françaises combattant sur les frontières. Ce système perdure après 1815. C’est durant la bataille de Fleurus que l’on utilise la première fois des ballons pour espionner les positions ennemies.

## Les derniers vétérans
Parmi les derniers vétérans on peut citer :
- Abraham Kalinsky (décédé en 1911), il serait décédé à l'âge douteux de 117 ans. Il est d'abord soldat dans les contingents alliés de la Grande Armée napoléonienne. Lors des Cent-jours, il est dans l'armée prussienne à Waterloo (1815). Il émigre aux États-Unis d'Amérique et meurt à Baltimore.
- John Vaughan (1801-après 1905), anglais, il est un jeune trompette qui participe à la bataille de Waterloo (1815).
- John Uhnweiler (1801-1904[11]), Français engagé comme enfant de troupe, c'est comme tambour qu'il est témoin de la bataille de Waterloo (1815). Il émigre aux États-Unis d'Amérique et meurt à Dallas.
- Vincent Markiewicz (vers 1794-1903), Polonais, il rejoint la Grande Armée lors d'une étape de Napoléon à Varsovie en 1811. Il participe aux dernières guerres de l'Empire dans les troupes polonaises fidèles à Napoléon. Il est présent notamment à la Bataille de Borodino, de Leipzig et de Waterloo[12]. Il fait même partie de la suite de l'Empereur à Sainte-Hélène, où il ne reste qu'une année (les Britanniques ayant décidé de limiter le personnel autour de Napoléon). Il servit ensuite dans l'armée russe en Pologne dans les années 1820. De retour en France, il participa à plusieurs complots bonapartistes. Il meurt à Varsovie après une vie mouvementée en participant à diverses luttes nationales du XIXe siècle (Pologne, Hongrie, Italie).
- Geert Adriaans Boomgaard (1788-1899) était le dernier combattant survivant. Il a combattu pour la France dans le 33e Régiment Léger[13].
- Alfred Le Maire (1800-1898), français, il participe à la bataille de Waterloo (1815) dans une unité de cavalerie et y est grièvement blessé.
- Louis-Victor Baillot (1793-1898) un français, fut l'un des derniers vétérans de la bataille de Waterloo. Il a été présent lors du siège de Hambourg (Sa photo prise en 1898).
- Pedro Martinez (1789-1898) fut le dernier vétéran de la bataille de Trafalgar. Il a servi dans la marine espagnole sur le navire San Juan Nepomuceno[13].
- Josephine Mazurkewicz (1784-1896) fut la dernière combattante femme. Elle était une chirurgienne assistante dans l'armée de Napoléon et a plus tard participé à la guerre de Crimée.
- Jean-Baptiste Nicolas Savin (né probablement entre 1768 et 1792, décédé en 1894)[14] était un soldat français. Il se présentait comme étant le dernier survivant des guerres de la Révolution française (1792-1802), ainsi que le dernier officier français des guerres napoléoniennes[15].
- Morris Shea (1795-1892) fut le dernier vétéran écossais[16].
- Sir Provo Wallis (1791-1892) fut le dernier officier de la Royal Navy à avoir participé aux guerres napoléoniennes. Il a participé à la guerre de 1812.

## Bilan humain
En 2023, dans L'Infographie de l'Empire napoléonien, les historiens Vincent Haegele et Frédéric Bey, donnent un bilan de 4,5 millions de morts (dont environ 3 135 000 militaires et 1 365 000 civils) pour l'ensemble des pertes causées par les combats et les épidémies, de 1792 à 1815, lors des guerres de la Révolution française et des guerres napoléoniennes.